# Grillon
Grillon település Franciaországban, Vaucluse megyében. Lakosainak száma 1724 fő (2022. január 1.). Grillon Colonzelle, Grignan, Taulignan, Richerenches és Valréas községekkel határos.

## Népesség
A település népességének változása:
| Lakosok száma | 1747 | 1766 | 1790 | 1750 | 1742 | 1749 | 1757 | 1759 | 1724 |
|               | 2013 | 2015 | 2016 | 2017 | 2018 | 2019 | 2020 | 2021 | 2022 |